# Sultan của Ai Cập
Sultan của Ai Cập là địa vị được nắm giữ bởi những người cai trị Ai Cập sau khi Saladin thành lập vương triều Ayyubid vào năm 1174 cho đến khi Ottoman chinh phục Ai Cập vào năm 1517. Mặc dù quy mô của Vương quốc Ai Cập bị suy yếu, nó thường bao gồm Sham và Hejaz, với kết quả là các quốc vương Ayyubid và sau này là Mamluk cũng được coi là Sultan của Syria. Từ năm 1914, tước hiệu một lần nữa được sử dụng bởi những người đứng đầu triều đại Muhammad Ali của Ai Cập và Sudan, sau đó được thay thế bằng tước hiệu của Vua Ai Cập và Sudan vào năm 1922.

## Vương triều Ayyubid
Trước khi Saladin nổi lên, Ai Cập là trung tâm của Vương triều Shia Fatimid Calipha, thời kỳ duy nhất trong lịch sử Hồi giáo mà một caliph được cai trị bởi các thành viên của nhánh Shia của Hồi giáo. Fatimids từ lâu đã tìm cách thay thế hoàn toàn Abbasid Calipha của người Sunni có đóng đô tại Bagdad, Iraq và giống như các đối thủ Abbasid, họ cũng lấy danh hiệu Caliph, đây là địa vị cao nhất trong hệ thống phân cấp Hồi giáo. Tuy nhiên, với việc Saladin lên nắm quyền vào năm 1169, Ai Cập quay trở lại thời kỳ Sunni và thần phục vương triều Abbasid. Thừa nhận Abbasid Caliph là tối cao trên lý thuyết, Saladin đã lấy tước hiệu Sultan vào năm 1174, mặc dù từ thời điểm này cho đến khi Ottoman chinh phục, quyền lực tối cao trong caliph thuộc về Sultan của Ai Cập.